# Arrowhead Stadium
L'Arrowhead Stadium és un estadi de futbol americà de la ciutat de Kansas City (Missouri, Estats Units). En ell juguen els seus partits de locals els Kansas City Chiefs, de l'NFL. També va ser l'antiga seu de l'Sporting Kansas City de l'MLS. Els fans normalment es refereixen a ell com "The red sea" (el "Mar Roig", en anglès) o simplement com "Arrowhead", que en anglès vol dir "Cap de Fletxa". Té fama de ser un dels estadis a cel obert més sorollosos de l'NFL a causa de l'exuberància dels fans dels Chiefs.

## Història
Després de tres anys jugant a Dallas com els "Texans", Lamar Hunt va mudar l'equip a Kansas City (Missouri) l'any 1963 i el va rebatejar com els "Chiefs" (caps). Per prop d'una dècada, els Chiefs van compartir el Municipal Stadium amb els Kansas City Royals de l'MLB.
Al gener del 1967 els Chiefs van jugar la seva primera Super Bowl. La ciutat de Kansas City no va poder trobar una posició favorable per a la construcció del nou estadi, que tenien planejat per no haver de compartir més el Municipal Stadium amb els Royals, de manera que Jackson County, Missouri, un comtat de l'Estat veí, va oferir una localització suburbana a la frontera est amb Kansas. Els votants del 1967 van aprovar la construcció de dos nous estadis, un per al futbol americà i un altre per al beisbol.
La construcció de l'Arrowhead Stadium va ser completada per la temporada del 1972. El 12 d'agost del 1972 els Kansas City Chiefs van derrotar els Saint Louis Cardinals 24-14, en el primer partit celebrat en el nou estadi. El 20 de gener del 1974 es va celebrar la Pro Bowl en aquest estadi, el qual va ser guanyat per l'American Football Conference, 15-13. El 1991 es va instal·lar una pantalla gegant a l'estadi. El 1994 altres millores van ser incloses, i la catifa de gespa artificial va ser reemplaçada per una superfície de gespa natural. Amb la formació de la Major League Soccer l'any 1996 l'Arrowhead va passar a ser la seu dels Kansas City Wizards.

## El futur de l'Arrowhead
El 4 d'abril del 2006 els votants de Jackson County van aprovar un increment en els impostos per 850 milions de dòlars per fer renovacions dels estadis Arrowhead i Kauffman. No obstant això, els votants van rebutjar un impost per ensostrar l'estadi. L'NFL va atorgar a Kansas City el dret a realitzar l'edició 49 de la Super Bowl a l'Arrowhead Stadium, i amb el nou contracte, l'equip romandrà jugant en aquest estadi almenys fins al 2031.